# Episode (album de Gen Hoshino)
 (août 2023).
La mise en forme du texte ne suit pas les recommandations de Wikipédia : il faut le « wikifier ».
Les points d'amélioration suivants sont les cas les plus fréquents. Le détail des points à revoir est peut-être précisé sur la page de discussion.
- Les titres sont pré-formatés par le logiciel. Ils ne sont ni en capitales, ni en gras.
- Le texte ne doit pas être écrit en capitales (les noms de famille non plus), ni en gras, ni en italique, ni en « petit »…
- Le gras n'est utilisé que pour surligner le titre de l'article dans l'introduction, une seule fois.
- L'italique est rarement utilisé : mots en langue étrangère, titres d'œuvres, noms de bateaux, etc.
- Les citations ne sont pas en italique mais en corps de texte normal. Elles sont entourées par des guillemets français : « et ».
- Les listes à puces sont à éviter, des paragraphes rédigés étant largement préférés. Les tableaux sont à réserver à la présentation de données structurées (résultats, etc.).
- Les appels de note de bas de page (petits chiffres en exposant, introduits par l'outil «  Source ») sont à placer entre la fin de phrase et le point final[comme ça].
- Les liens internes (vers d'autres articles de Wikipédia) sont à choisir avec parcimonie. Créez des liens vers des articles approfondissant le sujet. Les termes génériques sans rapport avec le sujet sont à éviter, ainsi que les répétitions de liens vers un même terme.
- Les liens externes sont à placer uniquement dans une section « Liens externes », à la fin de l'article. Ces liens sont à choisir avec parcimonie suivant les règles définies. Si un lien sert de source à l'article, son insertion dans le texte est à faire par les notes de bas de page.
- La présentation des références doit suivre les conventions bibliographiques. Il est recommandé d'utiliser les modèles {{Ouvrage}}, {{Chapitre}}, {{Article}}, {{Lien web}} et/ou {{Bibliographie}}. Le mode d'édition visuel peut mettre en forme automatiquement les références.
- Insérer une infobox (cadre d'informations à droite) n'est pas obligatoire pour parachever la mise en page.

Pour une aide détaillée, merci de consulter Aide:Wikification.
Si vous pensez que ces points ont été résolus, vous pouvez retirer ce bandeau et améliorer la mise en forme d'un autre article.
 (août 2023).
Episode (エピソード, Episōdo) est le second album studio par l'auteur-compositeur-interprète japonais Gen Hoshino. L'album est sortir le 28 septembre 2011 au Japon sous Speedstar Records et Haruomi Hosono de Daisyworld Discs.
Episode précède l'album Baka no Uta, qui tous deux font partie des débuts de Hoshino en tant qu'artiste solo. Il a atteint la 5e place des charts d'albums Oricon. Le seul single de l'album, " Kudaranai no Naka ni ", est sorti en CD le 2 mars 2011.

## Liste des pistes

### CD
Toutes les paroles sont écrites par Gen Hoshino, toute la musique est composée par Gen Hoshino.
| 1.    | Episode                                                            | 2:10 |
| 2.    | Yuge (湯気 ("Fumer"))                                              | 2:53 |
| 3.    | Kawaranai mama (変わらないまま ("Restent inchangés"))              | 3:40 |
| 4.    | Kudaranai no Nakani (くだらないの中に (la débilité à l'intérieur)) | 4:20 |
| 5.    | Futon                                                              | 4:05 |
| 6.    | Baito (バイト ("Travaille à temps partielle"))                     | 1:50 |
| 7.    | Eigyo (営業 ("Soldes"))                                            | 3:38 |
| 8.    | Step                                                               | 2:59 |
| 9.    | Mirai (未来 ("Future"))                                            | 3:19 |
| 10.   | Kenka (喧嘩 ("Querelle"))                                          | 3:09 |
| 11.   | Stove                                                              | 3:21 |
| 12.   | Nichijo (日常 "Vie courante")                                      | 4:40 |
| 13.   | Yoso (予想 "Attente")                                              | 4:00 |
| 42:04 |                                                                    |      |

## Graphiques et ventes
| Chart (2011)                       | Peak position |
| ---------------------------------- | ------------- |
| Japan Top Albums Sales (Billboard) | 6             |
| Japan Albums Chart (Oricon)        | 5             |
| Chart (2016)                       | Peak          |
| Taiwan J-Pop Albums (G-Music)      | 11            |
| Chart (2017)                       | Peak          |
| Japan Hot Albums (Billboard)       | 41            |

| Country        | Sales                   |
| -------------- | ----------------------- |
| Japan (Oricon) | 50,783 (physical sales) |
| Japan (Oricon) | 917 (digital sales)     |